# Stefan Pohl (Schwimmer)
Stefan Pohl (* 10. April 1978 in Merseburg) ist ein deutscher Schwimmer und Olympiateilnehmer. Der 2 m große und 88 kg schwere Athlet startete für den SV Halle. Seine Disziplin war das Freistilschwimmen.

## Karriere
Pohl konnte sich mehrfach bei Deutschen Meisterschaften platzieren:
- DM 200 m Freistil:
  - 1997: Meister
  - 1999: Vizemeister
  - 2000: Platz 3
  - 2001: Vizemeister
  - 2002: Platz 3
- DM Kurzbahn:
  - 1995: Platz 3 400 m Freistil
  - 1996: Vizemeister 400 m Freistil, Platz 3 200 m Freistil
  - 1998: Meister 400 m Freistil
  - 2004: Platz 3 200 m Freistil

Seine größten Erfolge feierte Pohl bei Europameisterschaften.
- Bei Einzelwettkämpfen:
  - Kurzbahn-EM 1996 in Rostock: SILBER über 400 m Freistil in 3:48,10 Min. hinter dem Italiener Emiliano Brembilla (Gold in 3:45,32 Min.) und vor dem Griechen Dimitrios Manganas (Bronze in 3:48,29 Min.).
- Als Mitglied der 4 × 200 m Freistilstaffel:
  - EM 1997 in Sevilla: BRONZE in 7:18,86 Min. hinter Großbritannien (Gold in 7:17,56 Min.) und den Niederlanden (Silber in 7:17,84 Min.). Team: Lars Conrad, Christian Keller, Stefan Pohl und Steffen Zesner.
  - EM 1999 in Istanbul: GOLD in 7:19,63 Min. vor Großbritannien (Silber in 7:19,91 Min.) und Russland (Bronze in 7:25,36 Min.). Team: Christian Keller, Stefan Pohl, Lars Conrad und Michael Kiedel. Die vor Deutschland platzierten Teams aus den Niederlanden und Italien waren beide disqualifiziert worden.
  - EM 2000 in Helsinki: SILBER in 7:18,96 Min. hinter Italien (Gold in 7:16,52 Min.) und vor Frankreich (Bronze in 7:20,37 Min.). Team: Michael Kiedel, Christian Keller, Stefan Herbst und Stefan Pohl.
  - EM 2002 in Berlin: SILBER in 7:17,59 Min. hinter Italien (Gold in 7:12,18 Min.) und vor Griechenland (Bronze in 7:20,67 Min.) Team: Moritz Zimmer, Stefan Pohl, Lars Conrad und Stefan Herbst.

Bei Weltmeisterschaften hingegen konnte die Staffel um Stefan Pohl keine Medaillen gewinnen:
- WM 1998 in Perth: Platz 4 (Team: Christian Keller, Stefan Pohl, Jörg Hoffmann und Steffen Zesner).
- WM 2001 in Fukuoka: Platz 5 in 7:17,29 Min. (Team: Johannes Oesterling, Stefan Herbst, Stefan Pohl und Lars Conrad). Gold ging an Australien in der Weltrekordzeit von 7:04,66 Min.

Bei den Olympischen Spielen 2000 in Sydney ging Pohl sowohl als Einzelschwimmer als auch mit der Staffel an den Start und erzielte folgende Ergebnisse:
- 200 m Freistil: Platz 16 (Als Achter und Letzter seines Semifinales in 1:50,56 Min. ausgeschieden; Gold gewann der Niederländer Pieter van den Hoogenband in der Weltrekordzeit von 1:45,35 Min.)
- 4 × 200 m Freistilstaffel (Team: Stefan Pohl, Christian Keller, Stefan Herbst, Christian Tröger, Heiko Hell und Michael Kiedel):  Platz 6 in 7:20,19 Min. Der Abstand zu den drittplatzierten Niederländern betrug mehr als 7 Sekunden.